# 狐の嫁入り

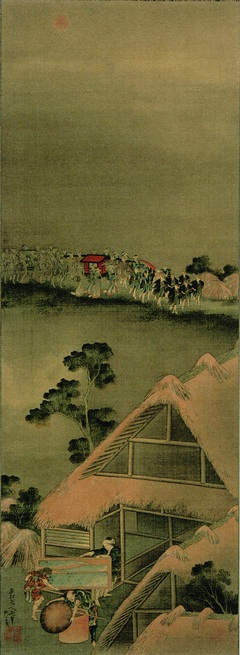
葛飾北斎画『狐の嫁入図』

狐の嫁入り（きつねのよめいり）は、日本の本州・四国・九州に伝わる怪異。
その現象は大きく分けて、提灯の群れと見まごう「無数の怪火」と、日が照っているのに雨が降る「天気雨」、2つのタイプがある。いずれの現象も、人間を化かすといわれた狐と関連づけられるほか、古典の怪談、随筆、伝説などには異様な嫁入り行列の伝承も見られる。
平成以降の現代においても、それらにちなんだ神事や祭事が日本各地で開催されている。

## 怪火としての「狐の嫁入り」
宝暦時代の越後国（現・新潟県）の地誌『越後名寄』には、怪火としての「狐の嫁入り」の様子が以下のように述べられている。
ここでは夜間の怪火が4キロメートル近く並んで見えることを「狐の婚」と呼ぶことが述べられており、同様に新潟県中頚城郡や同県魚沼地方、秋田県、茨城県桜川市桜川市、同県西茨城郡七会村（現・城里町）、同県常陸太田市、埼玉県越谷市や同県秩父郡東秩父村、東京都多摩地域、群馬県、栃木県、山梨県北杜市武川村、三重県、奈良県橿原市、鳥取県西伯郡南部町などで、夜間の山野に怪火（狐火）が連なって見えるものを「狐の嫁入り」と呼ぶ。
かつて江戸の豊島村（現・東京都北区豊島、同区王子）でも、暗闇に怪火が連続してゆらゆらと揺れるものが「狐の嫁入り」と呼ばれており、これは同村に伝わる「豊島七不思議」の一つにも数えられている。
地方によっては様々な呼び名があり、同様のものを埼玉県草加市や石川県鳳至郡能都町（現・鳳珠郡能登町）では「狐の嫁取り（きつねのよめとり）」といい、静岡県沼津市などでは「狐の祝言（きつねのしゅうげん）」とも呼ぶ。徳島県では、こうした怪火を嫁入りではなく狐の葬式とし、死者の出る予兆としている。
日本で結婚式場の普及していなかった昭和中期頃までは、結婚式においては結婚先に嫁いでゆく嫁が夕刻に提灯行列で迎えられるのが普通であり、連なる怪火の様子が松明を連ねた婚礼行列の様子に似ているため、または狐が婚礼のために灯す提灯と見なされたためにこう呼ばれたものと考えられている。嫁入りする者が狐と見なされたのは、嫁入りのような様子が見えるにもかかわらず実際にはどこにも嫁入りがないことを、人を化かすといわれる狐と結び付けて名づけられた、または、遠くから見ると灯りが見えるが、近づくと見えなくなってしまい、あたかも狐に化かされたようなため、などの説がある。
新潟県の麒麟山にも狐が多く住み、夜には提灯を下げた嫁入り行列があったといわれるが、この新潟や奈良県磯城郡などでは狐の嫁入りは農業と結び付けて考えられており、怪火の数が多い年は豊年、少ない年は不作といわれた。これについては、狐火がリンの発光と考えられていたことから（狐火#正体も参照）、狐火の多い時期には、農作物の生育に必要不可欠なリンが土中に多く生成されていたとも考えられている。
これらの怪火の正体については、実際の灯を誤って見たか、異常屈折の光を錯覚したものとも考えられている。また、戦前の日本では「虫送り」といって、農作物を病害から守るため、田植えの後に松明を灯して田の畦道を歩き回る行事があり、狐の嫁入りが田植えの後の夏に出現する、水田を潰すと見えなくなったという話が多いことから、虫送りの灯を見誤ったとする可能性も示唆されている。

狐の嫁入り
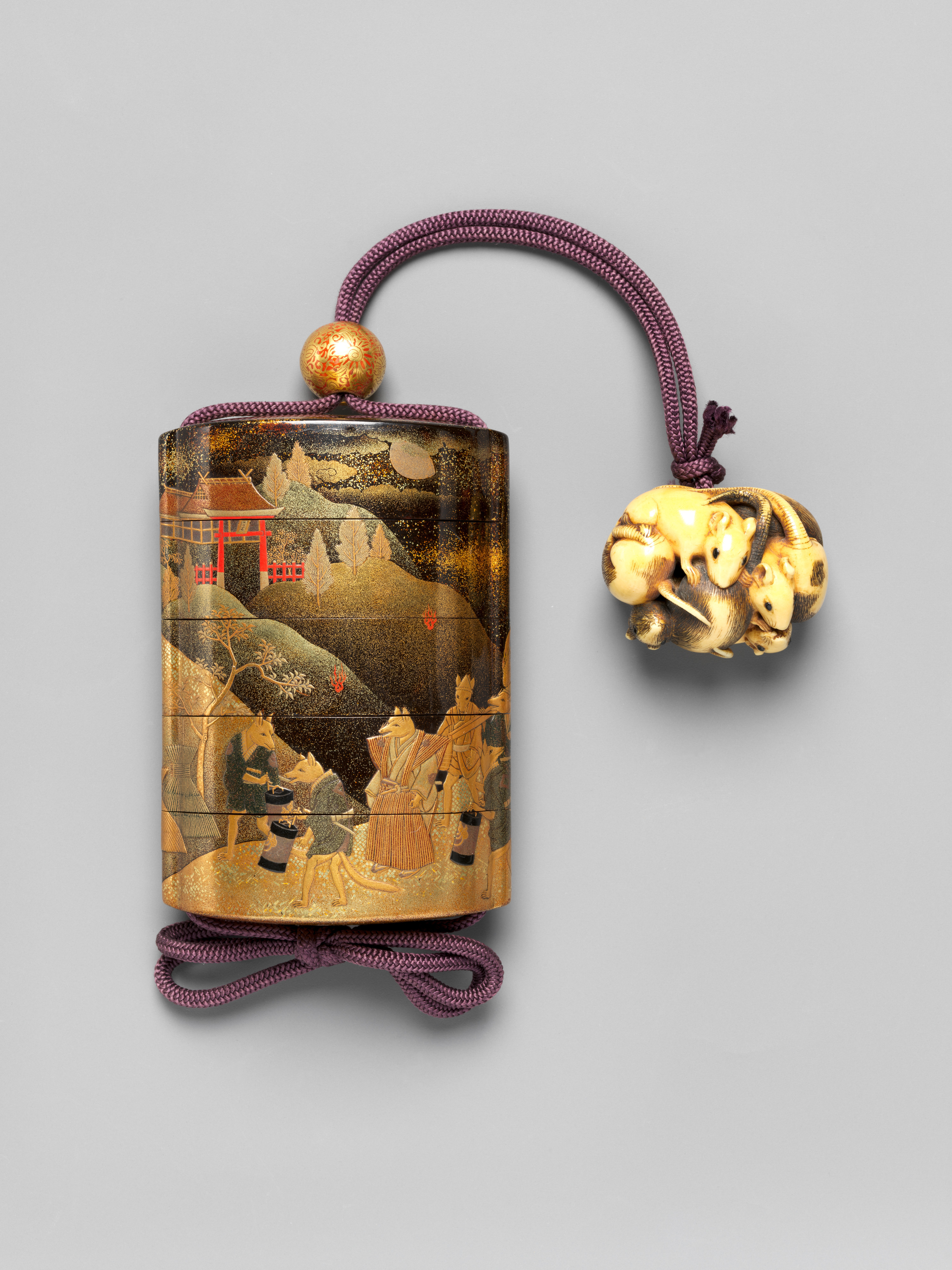
狐の嫁入りを描いた印籠（表面）
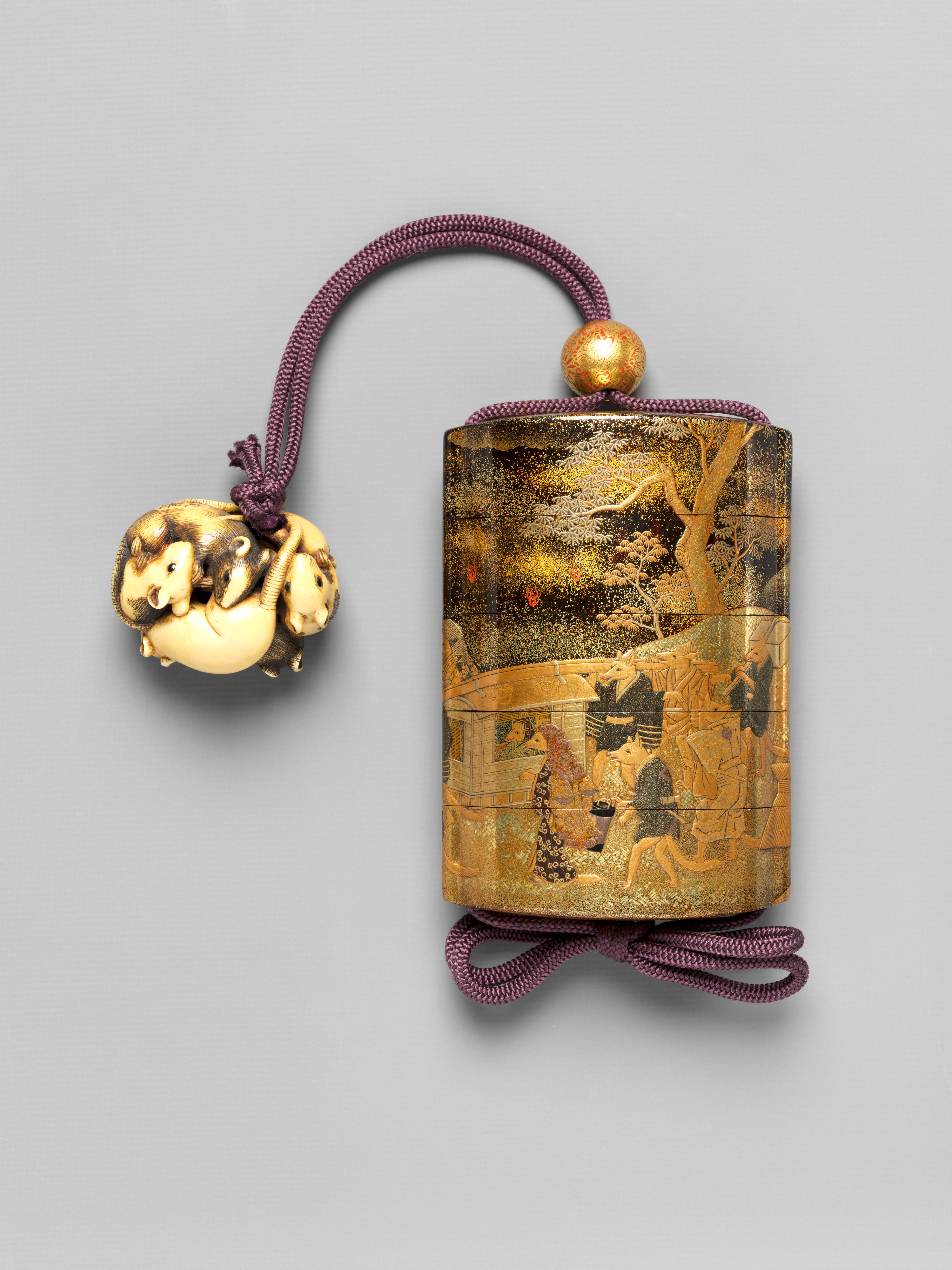
籠に乗った狐の新婦（裏面）

## 天候に関する言い伝え

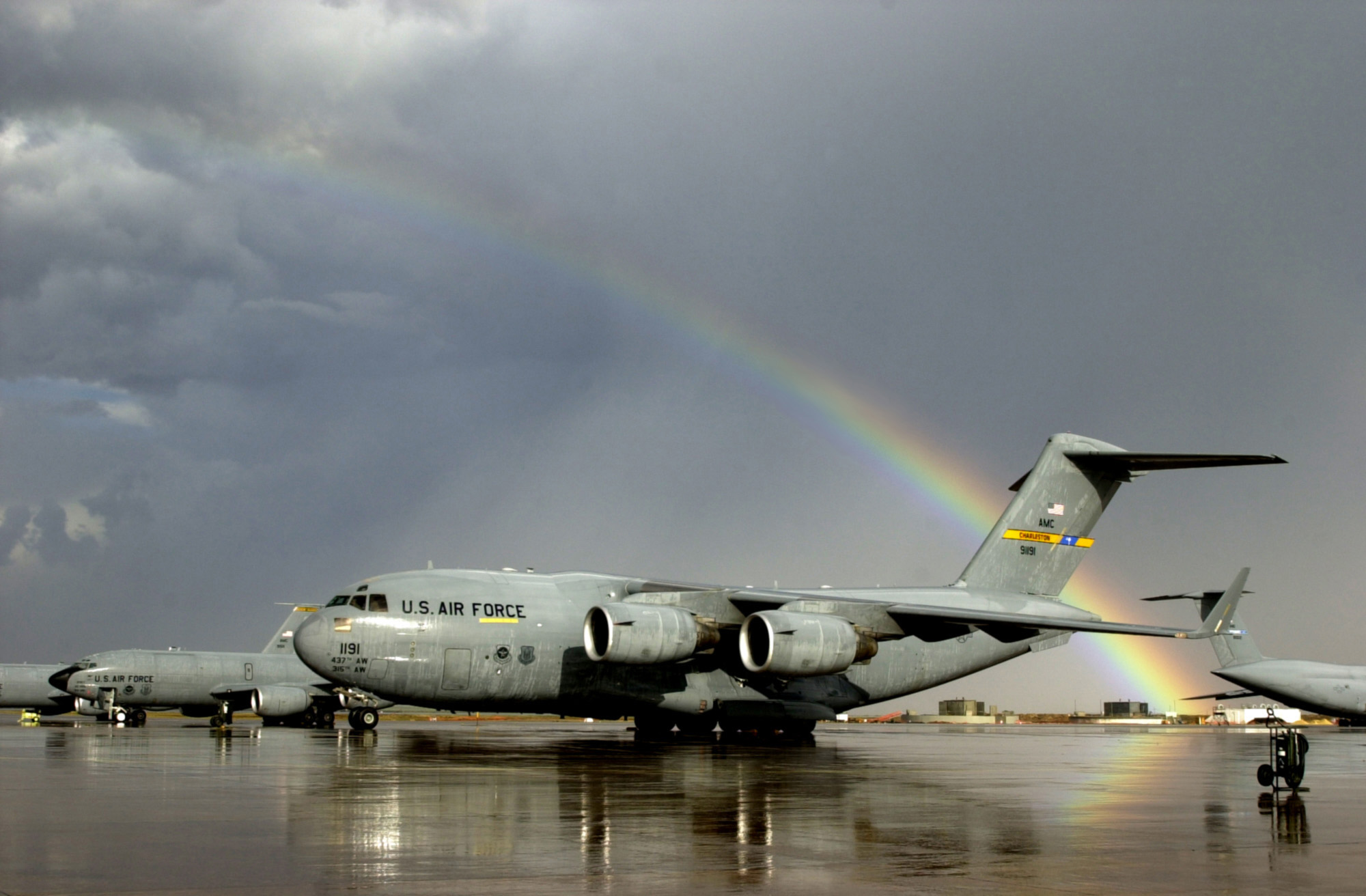
天気雨直後の様子

関東地方、中部地方、近畿地方、中国地方、四国、九州など、日本各地で天気雨のことを「狐の嫁入り」と呼ぶ。
怪火と同様、地方によっては様々な呼び名があり、青森県南部地方では「狐の嫁取り」、神奈川県茅ヶ崎市芹沢や徳島県麻植郡山類では「狐雨（きつねあめ）」、千葉県東夷隅郡では同様に「狐の祝言」という。千葉県東葛飾郡でも青森同様に「狐の嫁取り雨（きつねのよめどりあめ）」というが、これは、かつてこの地域の農家では嫁は労働力と見なされ、一家の繁栄のために子孫を生む存在として嫁を「取る」ものと考えられていたことに由来する。
天気雨をこう呼ぶのは、晴れていても雨が降るという嘘のような状態を、何かに化かされているような感覚を感じて呼んだものと考えられており、かつて狐には妖怪のような不思議な力があるといわれていたことから、狐の仕業と見なして「狐の嫁入り」と呼んだともいう。ほかにも、天気雨のときには狐の嫁入りが行なわれているとも、山のふもとは晴れていても山の上ばかり雨が降る天気雨が多いことから、山の上を行く狐の行列を人目につかせないようにするため、狐が雨を降らせると考えられたとも、めでたい日にもかかわらず涙をこぼす嫁もいたであろうことから、妙な天気である天気雨をこう呼んだとも、日照りに雨がふるという異様さを、前述の怪火の異様さを転用して呼んだともいう。
狐の嫁入りと天候との関連は地方によって異なることもあり、熊本県では虹が出たとき、愛知県では霰が降ったときに狐の嫁入りがあるという。

## 古典・伝説での「狐の嫁入り」
前述までのように嫁入りを思わせる自然現象だけではなく、江戸時代の古書や、地域によっては伝説上にも、実際に嫁入りの痕跡が見られるという話がある。埼玉県行田市では、谷郷の春日神社に狐の嫁入りがよく現れるといい、そのときには実際に道のあちこちに狐の糞があったという。岐阜県武儀郡洞戸村（現・関市）では、怪火が見えるだけではなく、竹が燃えて裂ける音が聞こえるなどが数日続き、確かめてもそんな痕跡はないといわれた。
寛永時代の随筆『今昔妖談集』には江戸の本所竹町、文政時代の草紙『江戸塵拾』には同じく江戸の八丁堀、寛政時代の怪談集『怪談老の杖』には上州（現・群馬県）神田村で、それぞれ奇妙な嫁入り行列が目撃され、それが実は狐だったという話がある。
このように狐同士の婚礼をそれとなく人間たちに見せる話は、全国的に分布している。一例として民間の伝承においては、埼玉県草加市の伝承で、戦国時代、ある女性が恋人と結婚を約束したにもかかわらず病死してしまい、その無念さが狐に乗り移り、女性の葬られた場所の付近で狐の嫁入り行列が見られるようになったという伝説がある。また信濃国（現・長野県）の民話では、ある老人が子狐を助けたところ、やがて成長した狐が婚礼を迎え、老人に礼として引出物を持参したという話がある。こうした嫁入りの話では、前述までのような自然現象および超自然の「狐の嫁入り」が舞台装置のように機能しており、日中の嫁入りは天気雨の中、夜間の嫁入りは怪火の中で行なわれることが多い。
特定の動作を行なうことで狐の嫁入りが見えるという伝承も各地にあり、福島県では旧暦10月10日の夕方にすり鉢を頭にかぶり、腰にすりこぎをさしてマメガキの下に立つ、愛知県では井戸に唾を吐き、指を組み合わせてその穴から覗くと、狐の嫁入りが見えるという。
江戸時代頃には、こうした「狐の嫁入り」の伝承が信じられていたことから、人間が狐に仮装して「狐の嫁入り」を演じたとしても、庶民にはそれを見破ることができなかったとして、人為的な仕掛けであった可能性も示唆されている。

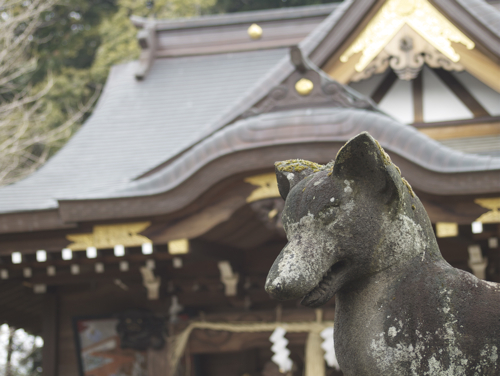
茨城県龍ケ崎市の女化神社

狐同士の結婚ではなく、人間の男性のもとに雌の狐が嫁ぐ話もあり、代表的なものとしては、人形浄瑠璃にもなり、平安時代の陰陽師・安倍晴明の出生にまつわるものとしても知られる『葛の葉』が挙げられる。このほかにも『日本現報善悪霊異記』や、1857年（安政4年）の地誌『利根川図志』などに同様の話がある。後者は、関東の諸葛孔明と喩えられる実在の武将・栗林義長にまつわるもので、茨城県牛久市の女化町の名の由来でもあり、同県龍ケ崎市に女化神社として狐が祀られている。
また『今昔物語集』や、1689年（元禄2年）の『本朝故事因縁集』、1696年（元禄9年）の怪談集『玉掃木』には、既婚の男のもとに、狐がその妻に化けて現れる話がある。ちなみに1677年（延宝5年）の怪談集『宿直草』では逆に、雄の狐が人間の女性に惚れ、その女の夫に化けて契り、異形の子供が生まれる話がある。

## 関連作品
江戸時代の浮世絵師・葛飾北斎による『狐の嫁入図』では、天気雨のときには狐の嫁入りがあるという俗信に基き、狐の嫁入り行列と、突然の天気雨に驚いて農作物を取り込む人々の様子が描かれている（画像参照）。このように、空想上の情景として狐たちと現実の農村風俗とを同時に絵画の中に描くことは珍しい例と指摘されている。
同時代の俳諧師・小林一茶の句にも「秋の火や山は狐の嫁入雨」とある。明治時代の俳人・歌人である正岡子規は短歌で「青空にむら雨すぐる馬時狐の大王妻めすらんか」と読んでいる。
人形浄瑠璃『壇浦兜軍記』（1732年初演）でも「たつた今までくわんくわんした天気であったが、ええ聞こえた、狐の嫁入のそばえ雨」とあり、戦後では時代小説『鬼平犯科帳』に「狐雨」と題した1篇がある。

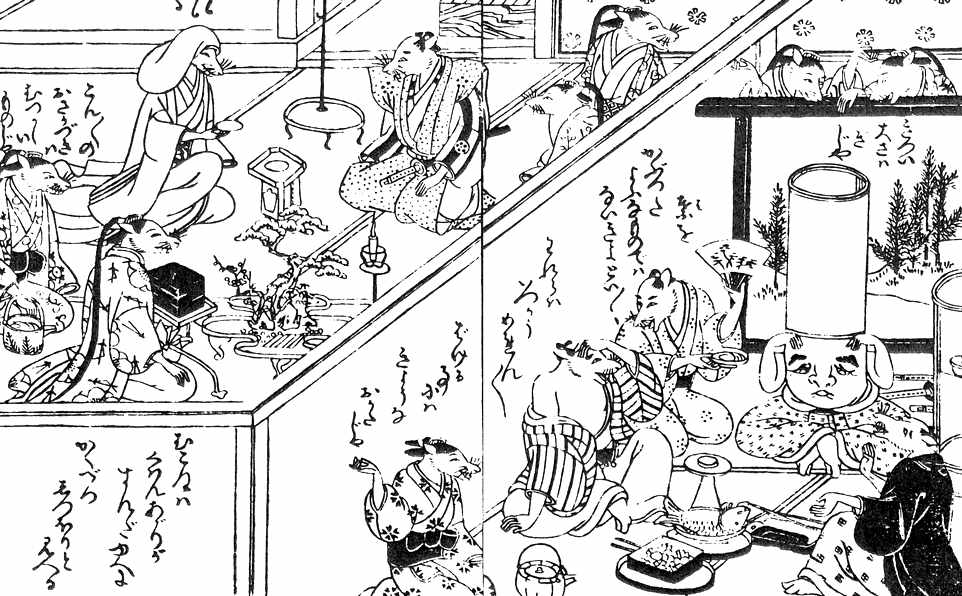
『祝言狐のむこ入』。近世の作品とされるが、制作時期および作者は不詳。

そのほかに1785年（天明5年）の『無物喰狐婿入』（北尾政美画）、1796年（寛政8年）の『昔語狐娶入』（北尾重政画）、1799年（寛政11年）の『穴賢狐縁組』（十返舎一九画）などの江戸時代の草双紙や黄表紙、『祝言狐のむこ入』『絵本あつめ草』といった江戸時代の上方絵本にも、擬人化された狐が嫁入りを行なう「狐の嫁入り」が描かれている。これらは擬人化された動物の嫁入りを描いた「嫁入り物」と呼ばれる種類の作品だが、狐たちに江戸の具体的な稲荷神の名前が付けられているという特徴がある。このことは、稲荷信仰と嫁入り物の双方が江戸の庶民に深く浸透していたことを示すものと見られている。
民間では、高知県の赤岡町（現・香南市）などで、「日和に雨が降りゃ 狐の嫁入り」という童歌があり、天気雨の日には実際に狐の嫁入り行列が見られるといわれた。

## 関連行事

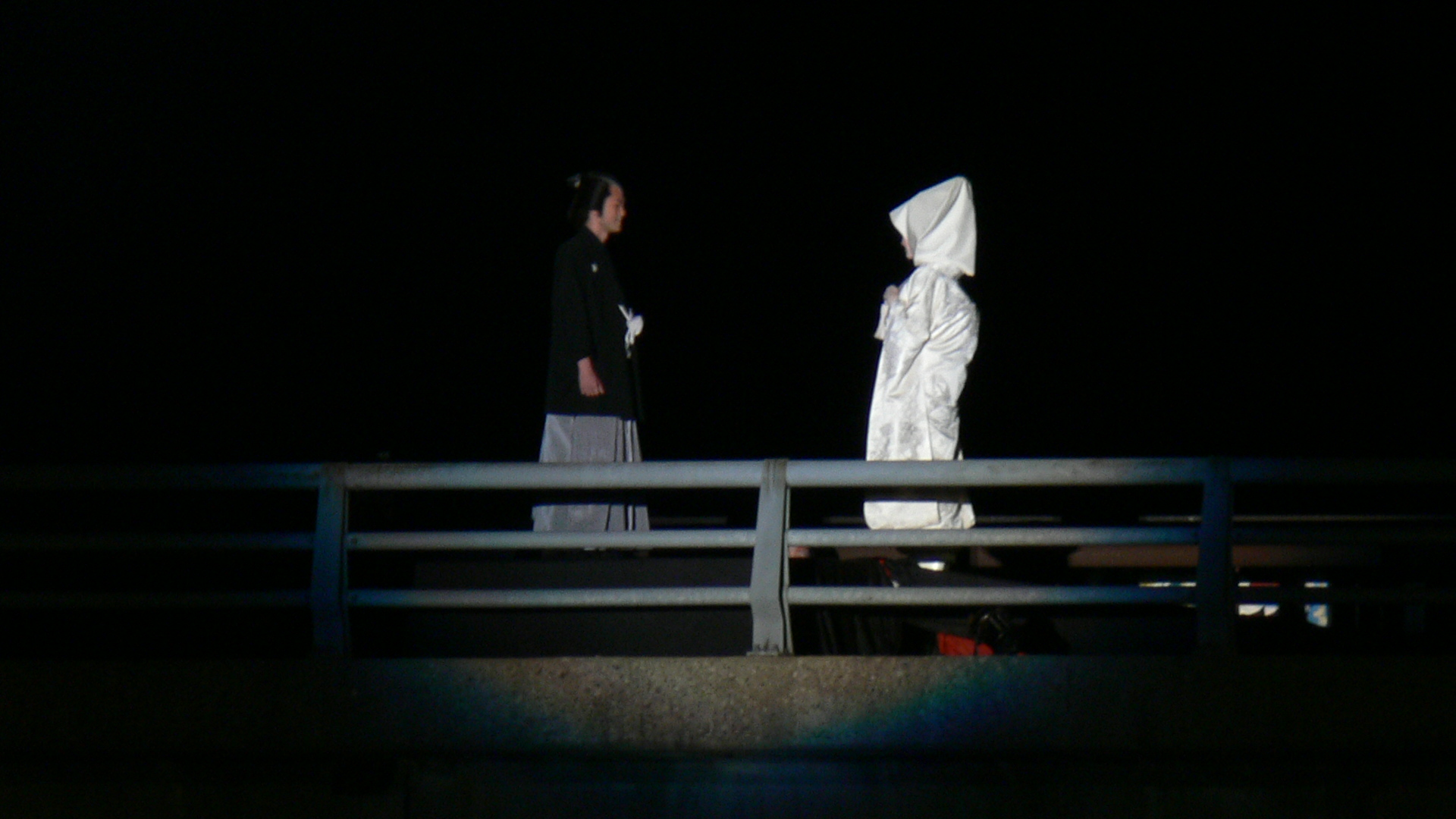
津川の狐の嫁入り行列

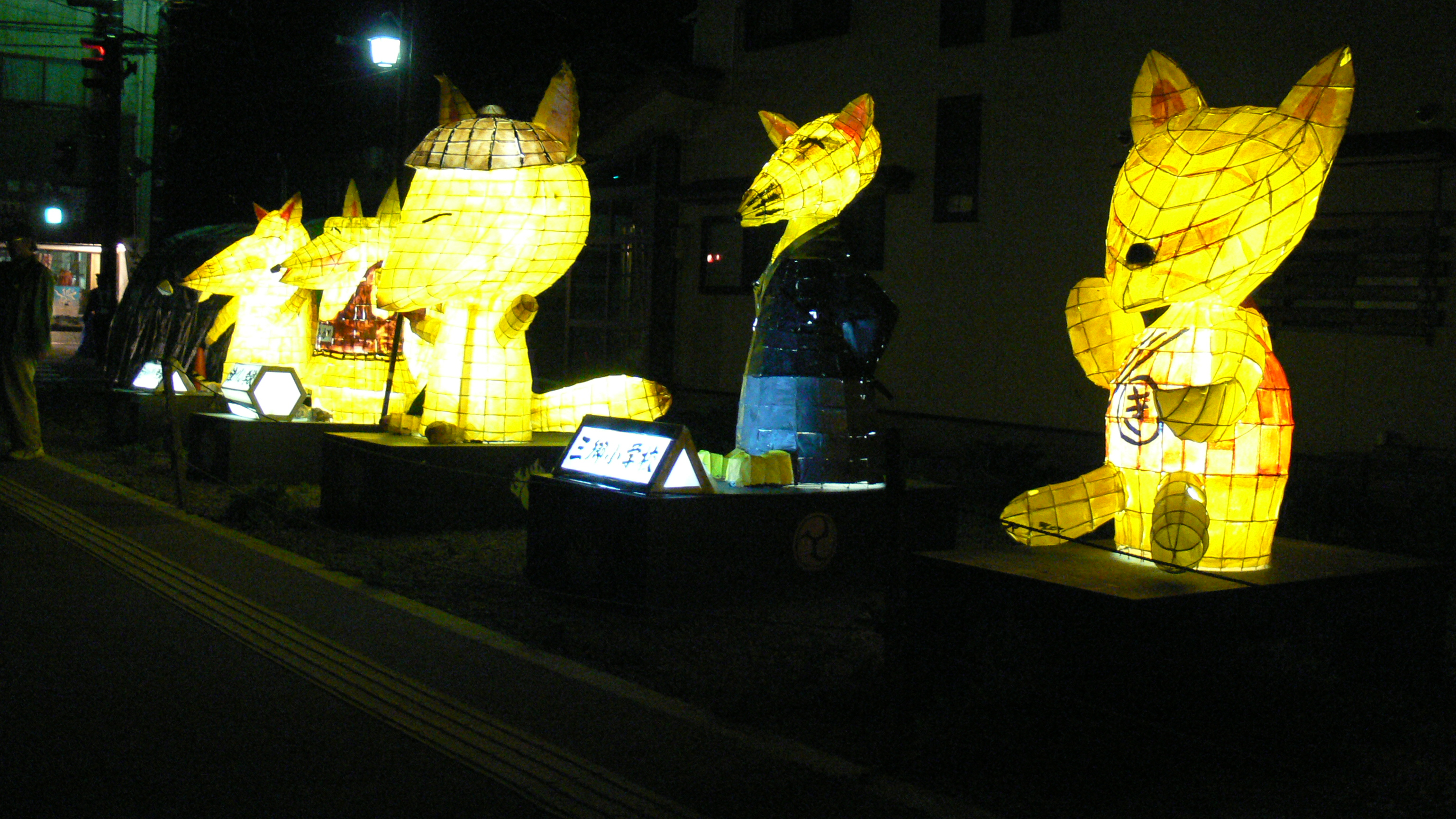
津川の狐の嫁入り行列

前述の新潟県の麒麟山の嫁入り行列に由来する祭事として、同県東蒲原郡阿賀町津川地区では「狐の嫁入り行列」が行われている。もとは狐火の名所として、昭和27年頃から狐火に関するイベントが行われており、一度は途絶えたこのイベントが、1990年に嫁入り行列を主体とした観光イベントとして復活されたもので、毎年4万人もの観光客で賑わっている（詳細は狐の嫁入り行列を参照）。
山口県下松市の花岡福徳稲荷社でも、毎年11月3日の稲穂祭で「きつねの嫁入り」が行われている。こちらは同神社で古くから行なわれていた豊作祈願の稲穂祭が、戦後の混乱期に途絶えていたところを、地元の有志たちが、同神社で白い狐の夫婦が失せ物捜しや五穀豊穣・商売繁盛の神として祀られていたことを参考にして、狐夫婦の結婚式を再現したものとも、江戸時代に寺の住職が、夢枕に現れた白い狐夫婦の依頼で供養をしたところ、紛失していた数珠が見つかったという伝説にちなんで、1950年（昭和25年）から始まったともいう。下松市民の中から狐夫婦を演じる市民が選ばれるが、新婦役となった女性は良縁に恵まれることから、同神社は縁結びの利益もあるといわれている。
三重県四日市市海山道の海山道稲荷神社でも、毎年節分に「狐の嫁入り道中」の神事が行われる。こちらも江戸時代に追儺として行われていたものが、やはり戦後に甦ったもので、その年の厄年の男女が、神使の総本家での子狐と、海山道稲荷神社の神使の家の娘の狐に扮し、嫁入りの様子が再現され、大勢の参拝客の賑わいを見せている。